# Burgenlandungarn
Als Burgenlandungarn (alternativ Burgenlandmagyaren, ungarisch Felsőőrvidéki magyarok, Lajtabánsági magyarok, várvidéki magyarok, burgenlandi magyarok) werden die Angehörigen der im Burgenland beheimateten bodenständigen ungarischen Volksgruppe bezeichnet. Vorwiegend sind es die Nachfahren jener Grenzwächter des Gyepűsystems, welche die ungarische Westgrenze zu schützen hatten.

## Grenzwächter
Über Jahrhunderte gab es entlang des heutigen Burgenlandes Grenzwächtersiedlungen, in denen die „Grenzbeobachter“ und die „Grenzschützer“ lebten. Die heutigen Ortsnamen mit der Endung „wart“ – wie Oberwart, Unterwart, Siget in der Wart – weisen noch auf die Siedlungsräume der „Grenzwarte“ hin, während Ortsnamen wie Oberschützen, Unterschützen oder Deutsch-Schützen jenen Raum markieren, in denen die Grenzschützer lebten. Die Grenzwächtersiedlungen konnten sich über Jahrhunderte halten, die Bewohner genossen noch bis 1848 königliche Privilegien.

## Siedlungsgebiete
Die Türkenkriege des 16. Jahrhunderts brachten nicht nur die Kroaten ins Land, sondern trennten vor allem das ungarische Siedlungsgebiet, wodurch die Grenzwächter nunmehr in so genannten Sprachinseln zu leben hatten. An der besonderen gesellschaftlichen Stellung der ungarischen Grenzwächter änderte dies jedoch nichts. Sie erhielten sogar noch einen stärkeren Zuzug aus dem Hinterland, der durch die jahrhundertelange Vorrangstellung des Kleinadels entstanden ist. Zwischen den zugewanderten Kroaten und den ansässigen Ungarn entwickelte sich mit der Zeit ein Klassenunterschied. Die kleinadeligen Ungarn waren in einer wesentlich besseren rechtlichen Situation als die kroatischen Siedler, trotz deren königlichem Sonderstatus. Der Klassengegensatz verschärfte sich noch im 17. und 18. Jahrhundert, als die Ungarn in den Auseinandersetzungen mit den Grundherren ihre Position behaupten konnten, während die Kroaten in den Stand der Untertanen absanken.
Das geschlossene ungarische Siedlungsgebiet hatte sich nur mehr in den Grenzwächterdörfern in der oberen Wart, das ist der heutige Bezirk Oberwart, durchgesetzt. Bis 1921 blieb das gemischte Siedlungsgebiet unverändert. Bis zu diesem Zeitpunkt hatte die beginnende Industrialisierung für ein Anwachsen der ungarischen Bevölkerung gesorgt. Die Hüttenkonjunktur ließ zahlreiche Betriebe entstehen, in denen nicht nur adelige Kleinbauern Arbeit fanden, sondern die auch für den Zuzug weiterer Ungarn sorgten.

## Entwicklungen im 19. und 20. Jahrhundert
Die kapitalistische Wirtschaft des beginnenden 19. Jahrhunderts hatte ein aufstrebendes Bürgertum entstehen lassen, dieses war in der Hauptsache ungarisch. Die Volksgruppe der Ungarn war eingekeilt zwischen den Interessen des Hauses Österreich und denen ihrer unmittelbaren Nachbarn, den Kroaten. Sie wollten die Freiheit von Wien. Die Kroaten jedoch waren treue Untertanen der Habsburgerdynastie. Viele der ungarischen Intellektuellen emigrierten daher ins Exil. Die ungarische Bevölkerung des Burgenlandes erlitt damit eine entscheidende Schwächung. Die Erklärung des Ungarischen als Amtssprache im Ausgleich von 1867 führte jedoch zu einem Aufschwung ihrer Volksgruppe. Die Zahl der Ungarischsprechenden stieg auf 25 %. 
Neben den traditionell ungarischsprachigen Gemeinden Oberpullendorf/Felsőpulya, Mitterpullendorf/Középpulya, Oberwart/Felsőőr, Siget in der Wart/Őrisziget und Unterwart/Alsóőr, wiesen insbesondere die Gemeinden Bruckneudorf/Királyhida (54,5 %) und Güssing/Németújvár (45,1 %) sehr hohe Anteile magyarischer Bevölkerung auf (1910). Vergleichsweise hohe Anteile zählten auch Eisenstadt/Kismarton (27,1 %), Frauenkirchen/Boldogasszony (27,7 %), Pamhagen/Pomogy (26,6 %), Neusiedl am See/Nezsider (25,7 %), Kittsee/Köpcsény (25,2 %) oder Bad Sauerbrunn/Savanyúkút (21,8 %). 
Die Folgen des Ersten Weltkrieges stellten alles auf den Kopf. Das Burgenland kam zu Österreich. Somit waren die Ungarn plötzlich eine wirkliche Minderheit, vom Mehrheitsvolk der Ungarn abgetrennt. Man hatte mit einem Schlag die wichtigen Städte und damit auch die kulturellen, schulischen und wirtschaftlichen Bezugspunkte verloren. Nur das ursprünglich als neue burgenländische Landeshauptstadt vorgesehene Ödenburg/Sopron verblieb nach einer manipulierten Volksabstimmung bei Ungarn.
Zu diesem Zeitpunkt lebten im Burgenland rund 25.000 Ungarn. Aber schon drei Jahre später war die Zahl der Ungarn auf 15.000 gesunken. Diese Veränderung ist einerseits auf den Rückzug vieler magyarischer Beamter, Militärs usw. nach Ungarn zurückzuführen, andererseits auch auf die sprachlich–nationale Eigendefinition der Bewohner. Der neue Staat Österreich garantierte der ungarischen Volksgruppe alle Rechte der Minderheit und die Pflege ihrer kulturellen Eigenart. Es gab genügend ungarischsprachige oder gemischtsprachige Schulen im Bundesland. Es gehörte regelrecht zum guten Ton der Intelligenzschicht, sich zur ungarischen Kultur zu bekennen.
Die Mehrheit der Burgenlandungarn lebt heute in vier großen Sprachinseln im Burgenland: Oberpullendorf/Felsőpulya (mit dem Ortsteil Mitterpullendorf/Középpulya), Oberwart/Felsőőr, Siget in der Wart/Őrisziget und Unterwart/Alsóőr. Eine größere Anzahl an Burgenlandungarn lebt auch in der Landeshauptstadt Eisenstadt/Kismarton bzw. weist die Volkszählung 2001 für Frauenkirchen/Boldogasszony (7 %), Lutzmannsburg/Locsmánd (6 %) und Parndorf/Pándorfalu/Pandrof (3 %) vergleichsweise höhere Anteile ungarischsprachiger Bevölkerung aus (Wohnbevölkerung mit österreichischer Staatsbürgerschaft). Auch in Wien lebt eine große Anzahl an Burgenlandungarn. Die ungarische Bevölkerung von Jabing/Jobbágyi bzw. des Ortsteils Kleinjabing/Kisjobbágyi hat sich bis in die Zwischenkriegszeit fast vollständig assimiliert.

## Konfession
In wohl keiner anderen Volksgruppe gibt es so klare konfessionelle Trennungen bei gleichzeitigem offenbar problemlosen Zusammenleben. Die ungarische Minderheit teilt sich in drei Konfessionen: Katholiken, Evangelisch-Lutherische und Evangelisch-Reformierte. So sind Oberpullendorf und Unterwart katholisch, Oberwart ist reformiert und Siget in der Wart lutherisch. Für die Lutheraner und Reformierten bedeutete das Ausscheiden aus dem ungarischen Staatenbund auch eine kirchliche Trennung.

## Demographische Entwicklung

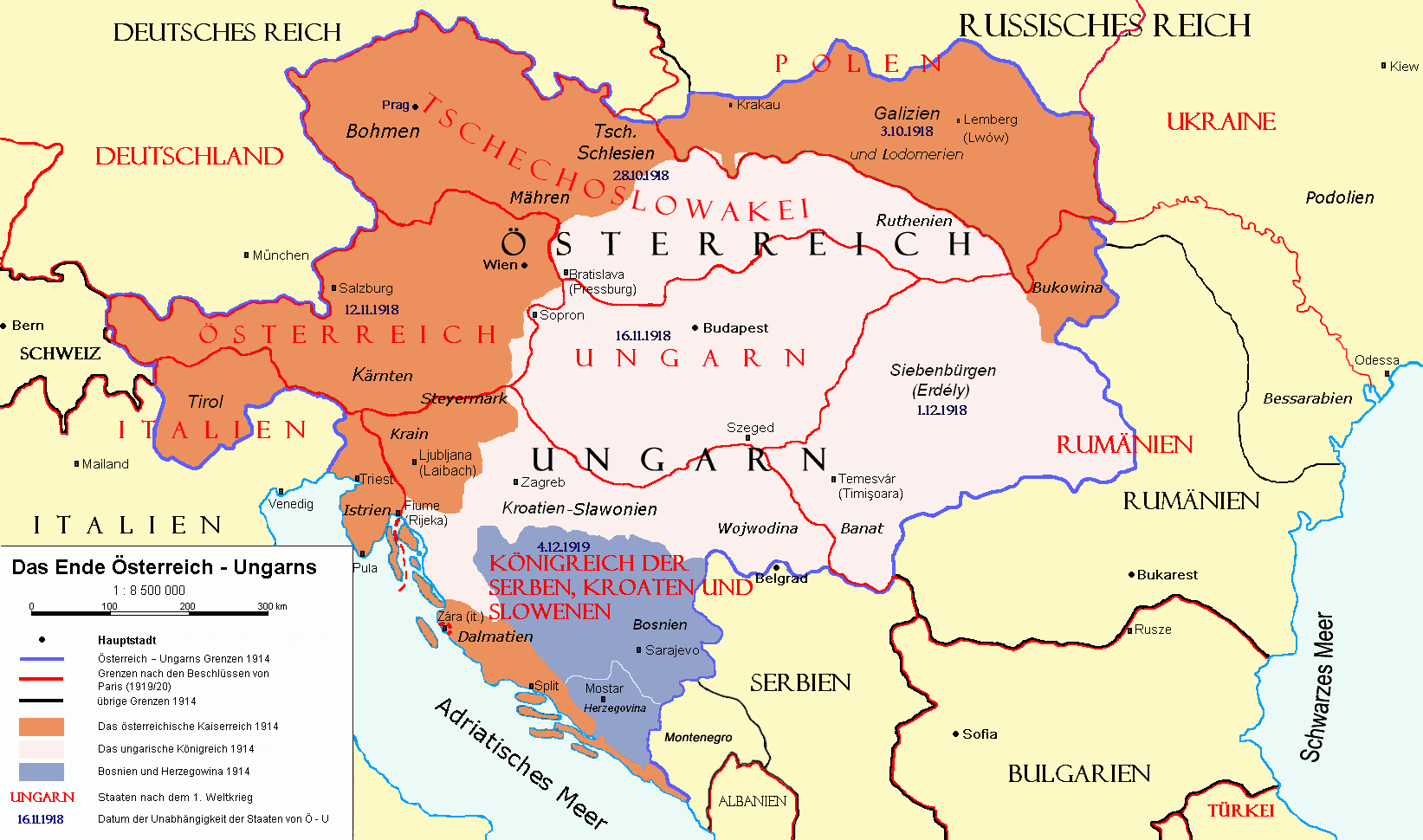
Die territoriale Aufteilung Österreich-Ungarns nach dem Ersten Weltkrieg

Das Burgenland

1934 in der Zeit der großen Auswanderungsbewegung nach Amerika blieben nur noch 10.000 Burgenlandungarn übrig. Unter den verbliebenen Ungarn entstanden vielfältige Probleme. Man suchte eine möglichst schnelle Assimilierung an die deutsche Bevölkerung. Dazu kam noch ein neues Minderheitenschulgesetz, das zu einer Schlechterstellung der ungarischen sowie kroatischen Bevölkerung führte. Die Minderheitensprache war demnach nur dann Unterrichtssprache, wenn in einer Gemeinde mehr als 70 % der Bevölkerung der Minderheit angehörten. Bei einem Prozentsatz von 30 % bis 70 % sollten die Schulen gemischtsprachig geführt werden.
Der „Anschluss“ Österreichs an das Großdeutsche Reich brachte wiederum gravierende Veränderungen mit sich. Der ungarische Unterricht wurde abgeschafft und es kam zu einer wesentlichen Einschränkung der Brauchtumspflege.
Das Ende des Zweiten Weltkrieges brachte für die Ungarn keine Rückkehr zu den Minderheitenzuständen davor. Es fehlte der organisatorische Zusammenhalt. Dazu kam noch etwas anderes: Das vollkommene Schließen der ungarisch-österreichischen Grenze (Eiserner Vorhang) und drastische Auseinandersetzungen der beiden Gesellschaftssysteme unterbrachen noch zusätzlich die verwandtschaftlichen und freundschaftlichen Beziehungen zwischen der ungarischen Volksgruppe im Burgenland und den Ungarn in der Heimat.

## Entwicklungen seit dem Ungarnaufstand

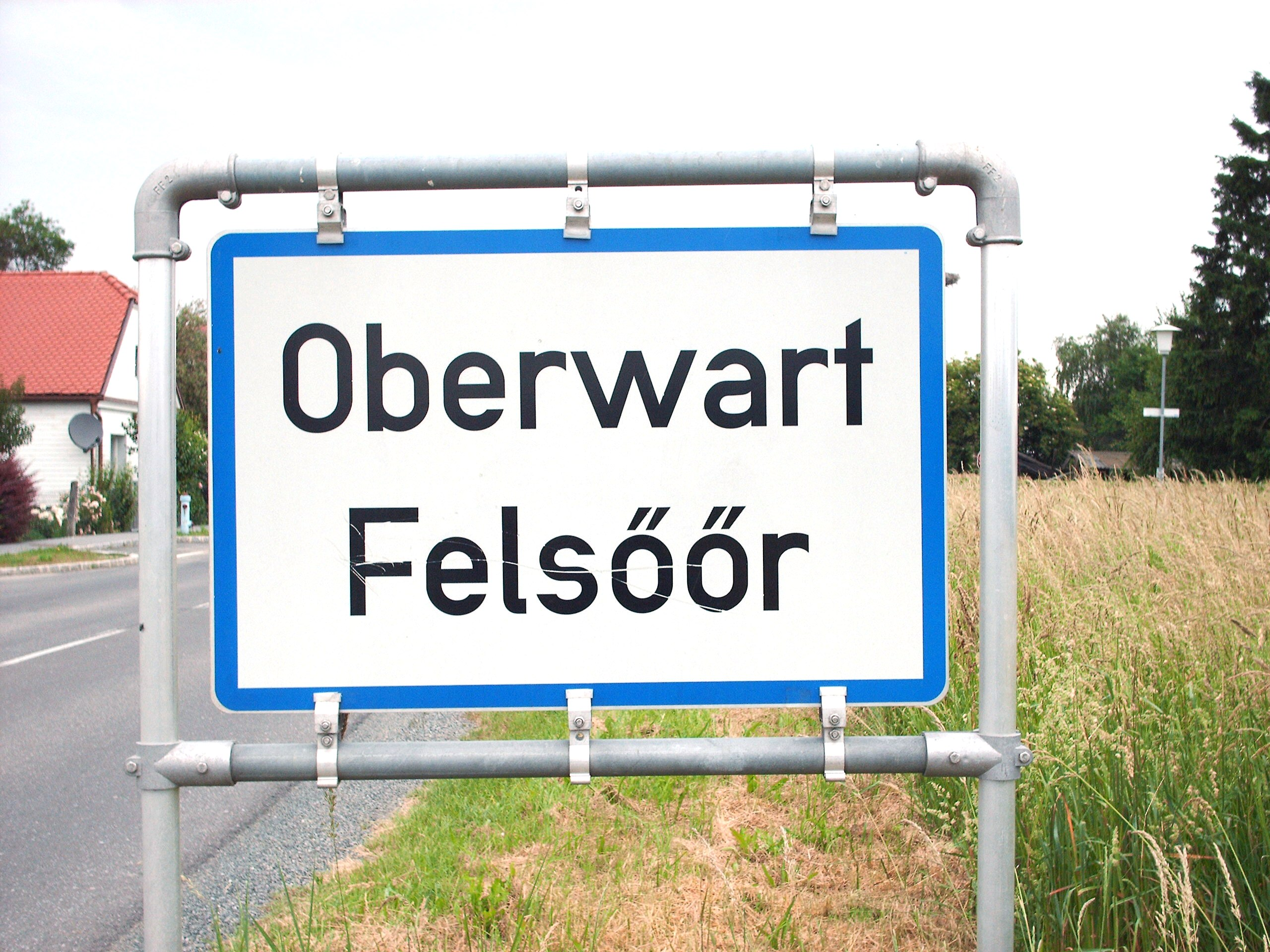
Zweisprachige Ortstafel in Oberwart (ungarisch: Felsőőr) im Burgenland

Nach dem Ungarnaufstand 1956 kamen ca. 175.000 ungarische Flüchtlinge nach Österreich. Der allergrößte Teil aber verließ Österreich bald.
1968 wurde der Burgenländisch-Ungarische Kulturverein gegründet. Er war ein wesentliches Symbol für die Burgenlandungarn, sich wieder stärker dem Volksgruppenbrauchtum und dem „Ungarisch-Sein“ zuzuwenden. Mit der Zeit wurden kulturelle Veranstaltungen abgehalten und es entwickelte sich allmählich so etwas wie ein gemeinsames ungarisches Volksgruppenleben.
1976 schickte sich die Regierung Bruno Kreisky an, die Minderheitenfrage in Österreich zu einem neuen Volksgruppengesetz zusammenzufassen. Die langersehnte Gleichstellung mit der slowenischen und kroatischen Volksgruppe war somit erreicht.
Dennoch ist die Situation der Ungarn kritisch. Das Pendlerwesen, Mischehen, die nach wie vor vorhandene starke Assimilierung und die unbefriedigende Schulsituation führten zu einem weiteren Rückgang der ungarischen Wohnbevölkerung, allerdings hat die Ortstafelverordnung der schwarz-blauen Bundesregierung im Jahre 2000 für vier Gemeinden eine deutsch/ungarische Ortskennzeichnung vorgesehen (Oberpullendorf, Oberwart, Unterwart, Siget in der Wart). Heute zählt die ungarische Minderheit laut Volkszählung 2001 4700 Personen.

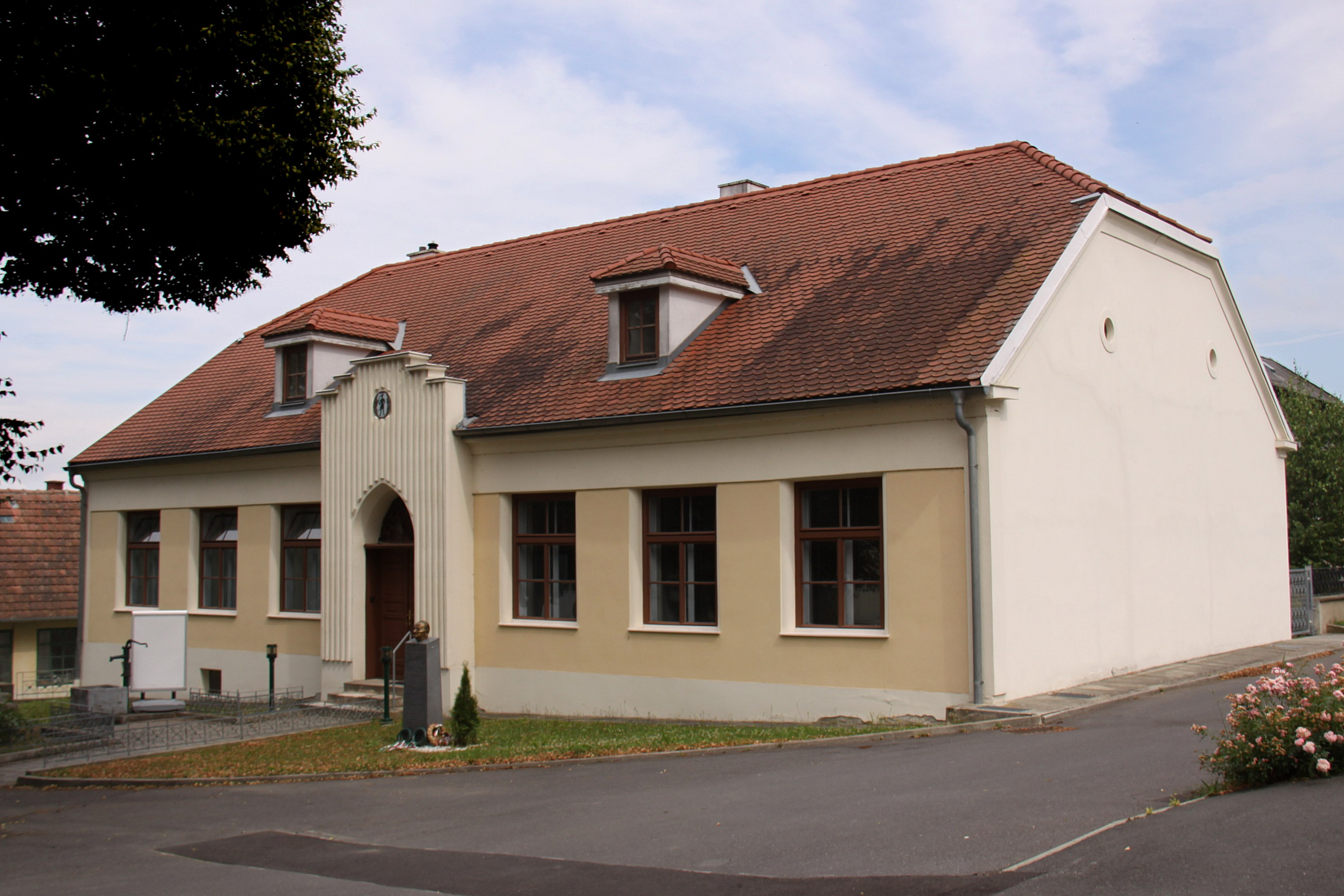
UMIZ – Verein zur Förderung des Ungarischen, Unterwart

Die Hoffnung zur Besserung der Situation der Ungarn im Burgenland ist nach der Öffnung des „Eisernen Vorhangs“ gestiegen, sie zählen aber immer noch zu einer aussterbenden Minderheit.

## Persönlichkeiten
Bekannte Burgenlandungarn bzw. Persönlichkeiten, die burgenländisch-ungarischer Herkunft sind:
- Ladislaus Almásy, Entdecker, Saharaforscher
- Ignaz von Batthyány, ungarischer Bischof
- Karl Josef Batthyány, General und Feldmarschall
- Ladislaus Batthyány-Strattmann, Arzt
- Günter Benkö, österreichischer Fußballschiedsrichter
- Endre Csatkai, Historiker, Kunsthistoriker
- Ferenc Faludi, ungarischer Dichter und Gelehrter
- Barbara Horvath, Schauspielerin
- Theodor Kery, ehem. Landeshauptmann des Burgenlandes
- Otto Kery, Regisseur, Theaterdirektor und Schauspieler
- Paul Kiss, Politiker
- Elisabeth Kulman, Sängerin (Sopran/Mezzosopran/Alt)
- Stephan László, erster Bischof von Eisenstadt (ungarischer Vater, kroatische Mutter)
- Alfons Mensdorff-Pouilly, Geschäftsmann, Lobbyist
- Imre Samu, Sprachforscher, Pionier der modernen ungarischen Linguistik
- Gyula Somogyváry, ungarischer Schriftsteller
- Jenő Takács, Komponist, Pianist, Musikethnologe
- László Csákányi, ungarischer Schauspieler und Chansonier

Bekannte ungarische Persönlichkeiten aus dem späteren Burgenland stammend, mit deutscher oder kroatischer Muttersprache:
- József Grősz, ungarischer, römisch-katholischer Erzbischof
- Paul Kitaibel, Botaniker, Chemiker, Arzt
- Franz Liszt, ungarischer Komponist, Pianist, Dirigent, Theaterleiter, Musiklehrer und Schriftsteller
- Franz Maschitz-Bizonfy, ungarischer Freiheitskämpfer, Sprachwissenschafter, Literat
- Mihály Mosonyi (auch Michael Brand), ungarischer Komponist